# Chilocardamum castellanosii
Chilocardamum castellanosii là một loài thực vật có hoa trong họ Cải. Loài này được (O.E.Schulz) Al-Shehbaz mô tả khoa học đầu tiên năm 2006.